# David Rennie (football)
Ne pas confondre avec David Rennie, journaliste britannique, ni avec Dave Rennie, rugbyman néo-zélandais.
Pour les articles homonymes, voir Rennie.
David Rennie est un footballeur écossais, né le 29 août 1964 à Édimbourg, Écosse. Évoluant au poste de défenseur ou de milieu de terrain, il est principalement connu pour ses saisons à Leicester City, Leeds United, Bristol City, Birmingham City et Coventry City.